# Somerset (Maryland)
Somerset és una població dels Estats Units a l'estat de Maryland. Segons el cens del 2000 tenia 1.124 habitants.

## Demografia
Segons el cens del 2000, Somerset tenia 1.124 habitants, 406 habitatges, i 326 famílies. La densitat de població era de 1.549,9 habitants per km².
Dels 406 habitatges en un 38,7% hi vivien nens de menys de 18 anys, en un 74,1% hi vivien parelles casades, en un 4,9% dones solteres, i en un 19,7% no eren unitats familiars. En el 16% dels habitatges hi vivien persones soles l'11,1% de les quals corresponia a persones de 65 anys o més que vivien soles. El nombre mitjà de persones vivint en cada habitatge era de 2,77 i el nombre mitjà de persones que vivien en cada família era de 3,05.
Per edats la població es repartia de la següent manera: un 28,1% tenia menys de 18 anys, un 3,5% entre 18 i 24, un 16,5% entre 25 i 44, un 32,7% de 45 a 60 i un 19,3% 65 anys o més.
L'edat mediana era de 46 anys. Per cada 100 dones de 18 o més anys hi havia 87,5 homes.
La renda mediana per habitatge era de 144.523 $ i la renda mediana per família de 149.057 $. Els homes tenien una renda mediana de 100.000 $ mentre que les dones 80.762 $. La renda per capita de la població era de 82.368 $. Cap de les famílies i el 2,7% de la població estaven per davall del llindar de pobresa.

## Poblacions més properes
El següent diagrama mostra les poblacions més properes.